# A Black Moon Broods Over Lemuria
A Black Moon Broods Over Lemuria er det britiske black metal-band Bal-Sagoths debutalbum. Det blev udgivet i maj 1995 via Cacophonous Records.

## Spor
1. "Hatheg Kla"  – 1:59
2. "Dreaming of Atlantean Spires"  – 6:15
3. "Spellcraft & Moonfire (Beyond the Citadel of Frosts)"  – 7:10
4. "A Black Moon Broods over Lemuria"  – 9:53
5. "Enthroned in the Temple of the Serpent Kings"  – 5:09
6. "Shadows 'Neath the Black Pyramid"  – 6:30
7. "Witch-Storm"  – 5:07
8. "The Ravening"  – 2:23
9. "Into The Silent Chambers of the Sapphirean Throne (Sagas from the Antediluvian Scrolls)"  – 8:27
10. "Valley of Silent Paths"  – 1:34